# Piezocera aenea
Piezocera aenea là một loài bọ cánh cứng trong họ Cerambycidae.